# Paul Weidmann
Paul Weidmann (ur. 1744 w Wiedniu, zm. 9 kwietnia 1801 tamże) był austriackim pisarzem.
Weidmann napisał 65 dramatów. W roku 1767 przeszedł na państwową służbę Austrii. W roku 1772 opublikował "Hababah, oder die Eifersucht im Serail" ("Hababah lub Zazdrość Seraju". W 1774 wydał epos o Habsburgach Karlssieg. W roku 1775 jako pierwszy pisarz niemieckojęzyczny podjął temat Fausta (dramat: Johann Faust).